# Cychrus semigranosus
Cychrus semigranosus es una especie de escarabajo del género Cychrus, categorizada en la tribu Cychrini, de la subfamilia Carabinae.

## Distribución
Se distribuye por Europa: Ucrania, Croacia, Bosnia y Herzegovina, Macedonia del Norte, Albania, Grecia, Bulgaria, Rumania, Moldavia y Rusia.

## Taxonomía
Fue descrita por Palliardi en 1825.
Tratamiento taxonómico
La especie aparece registrada y publicada en Dissertatio inauguralis physiographica sistens descriptiones decadum duarum Carabicorum novorum et minus cognitorum (Beschreibung zweyer Decaden neuer und wenig bekannter Carabicinen). -. x + 44 + 2 pp.